# فيكتور راموس
فيكتور راموس (بالبرتغالية: Victor Ramos‏) (مواليد 14 أبريل 1970) هو ملاكم من تيمور الشرقية، مثّل بلاده في الألعاب الأولمبية الصيفية 2000.

## روابط خارجية
فيكتور راموس على موقع أوليمبيديا (الإنجليزية)